# Rinorea crassifolia
Rinorea crassifolia là một loài thực vật có hoa trong họ Hoa tím. Loài này được (Baker f.) De Wild. miêu tả khoa học đầu tiên năm 1920.